# Gerenday Endre
Gerenday Endre (Bogyiszló, 1926. április 19. – Budapest, 2014. április 28.) zenepedagógus, karnagy.

## Életpályája
Bogyiszlón született, ahol édesapja református lelkészként szolgált, két testvére volt, bátyja József és öccse Béla. 1932–1936 között a bogyiszlói elemi iskolában tanult, 1936–1941 között a nagykőrösi Arany János Gimnáziumba járt. Ezután, mivel nehéz anyagi körülmények között élt a család, 1941–1944 között a soproni és pécsi gyalogsági hadapród iskolába került. A második világháború miatt felavatására hamarabb sor került és a német frontra vitték. Kilenc hónapot töltött amerikai fogságban, sokszor embertelen körülmények között tartották. Hazatérése után 1946–1947 között a nagykőrösi tanítóképző hallgatója lett, ahová egy különbözeti vizsga letétele után felvették ötödévre. Kántortanítói oklevelét 1947-ben szerezte meg, ezzel került a Zeneakadémiára, ahol énekszaktanítói tagozaton folytatta tanulmányait. Egyik tanára közbenjárására kapott állást a főváros egyik általános iskolájában. Ezután a Zeneakadémia egyházzenei tanszakára felvételizett, mivel azonban egy év után a tanszakot megszüntették, átkerült a Középiskolai Énektanár és Karvezető szakra, ahol 1952-ben diplomázott.Tanárai voltak többek között Kodály Zoltán, Ádám Jenő, Zalánffy Aladár, Gárdonyi Zoltán, Viski János, Vásárhelyi Zoltán, Bartha Dénes, Szabolcsi Bence, Gaál Margit, Nagy Olivér. 
1950-ben feleségül vette Fallenbüchl Ágnes kézimunka-földrajz szakos tanárnőt, akit 1956-ban letartóztattak, mert a Forradalmi Bizottság tagja volt. Állásából elbocsátották, ezért hat éven keresztül kifutóként, presszósnőként kereste kenyerét. A tanítással 1962-től kezdve foglalkozhatott újra. A házasságból egy lányuk született, Ágnes, aki édesapja hatására szintén a zenei pályát választotta.
Gerenday Endre 1948–1951 között a Lajos utcai Általános Iskolájában volt énektanár, egy évig az Attila utcai általános iskolában tanított, majd 1952–1962 között a Fényes Adolf (korábban Kiskorona) utcai Általános Iskolában szintén énektanár. 1962–1968 között  a Budapesti Tanítóképző Gyakorló Iskolában működött mint énektanár, 1968–1970 között a jászberényi Felsőfokú Tanítóképzőben tanított, 1970–1995 között a Budapesti Tanítóképző Intézet (később: Tanítóképző Főiskola) docense és főiskolai tanára volt. 1988-ban vonult nyugalomba, de az esti tagozaton még tovább tanított. 2004 végéig a Nemzetközi Pető Intézet tanára volt, itt a leendő konduktorok oktatásával foglalkozott. 2006-ban a KAIROSZ Kiadó jelentette meg Negyedszázad vándorútján – Bogyiszlótól a heilbronni fogolytáborig című önéletrajzi könyvét.

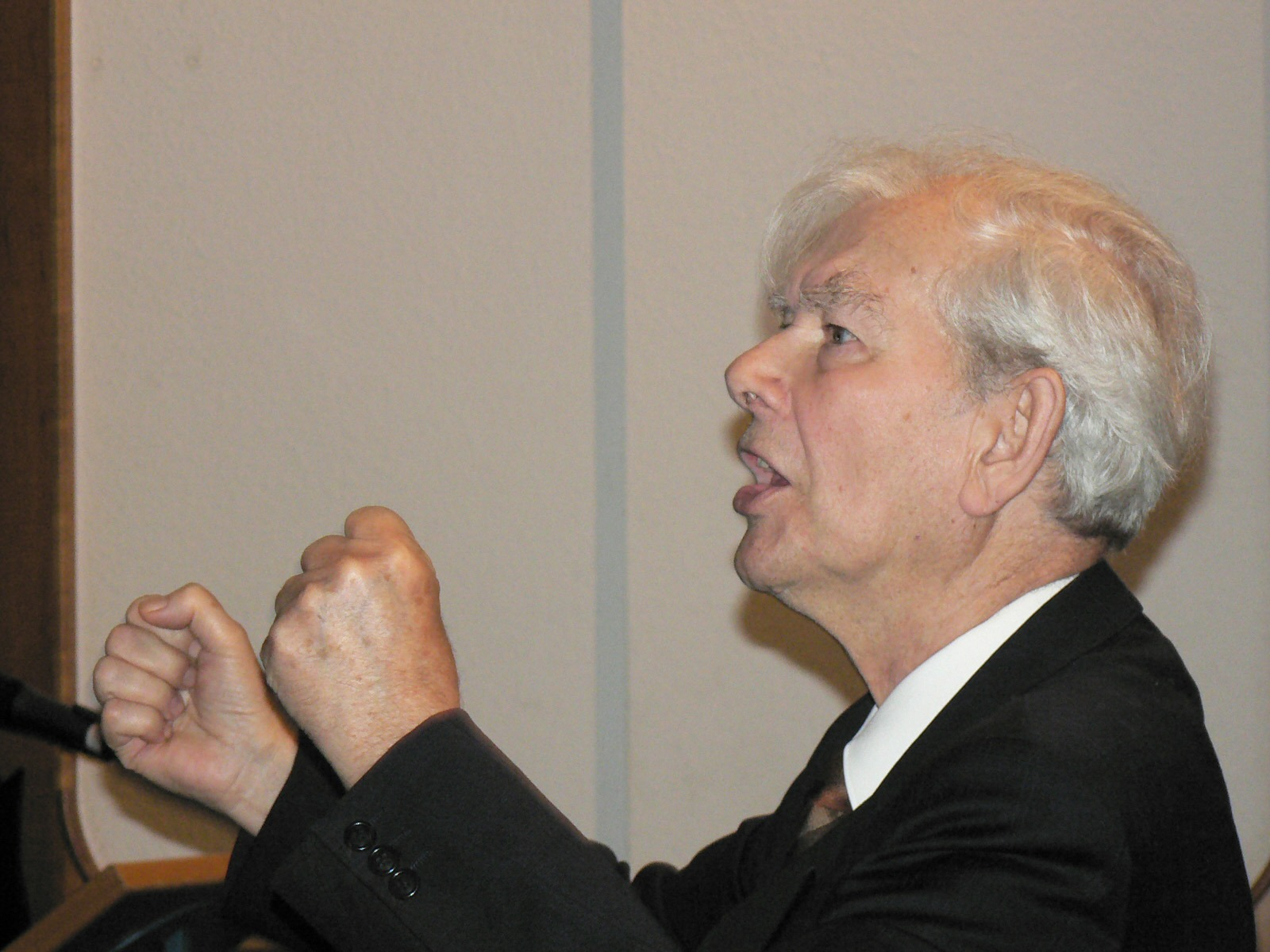
Gerenday Endre 2006-ban, vezénylés közben

1948-tól megszakítás nélkül mint kórusvezető működött (VBKM Ganz Kapcsolók és Készülékek Gyára Új Világ Férfikar, BKV Egri Ferenc Férfikar,Kőbányai Általános Munkásegylet,  Volánbusz Liszt Ferenc férfikar, Kalevala kórus (amelyet ő alapított), Solymári Férfikar, Solymári Hagyományőrző Asszonykórus, Láng-Acélhang kórus), énekkaraival a legmagasabb minősítési fokozatokat érte el, számos nemzetközi kórusversenyen nyert díjat. Óbudai fiúkórusával nagy sikert aratott a Zeneakadémián, a produkciót a jelen lévő Kodály Zoltán is méltatta, aki kiemelte a fiúkórus kiváló előadását. Zenés színpadot alakított a Fényes Adolf utcai és Tímár utcai általános iskolás gyermekekkel, itt Kacsóh Pongrác János vitéz című daljátékát és Kodály Háry Jánosát adták elő a szerző jelenlétében. Az Attila utcai általános iskolában színpadra állították a Székelyfonót, és a kórus mellett zenekart is alapított. Többek között Mozart: Gyermekszimfóniájának előadásával értek el nagy sikert.
A Tanítóképző Főiskolán elsősorban az ének-szakkollégiumon tanított ének-zenét, tanítás-módszertant, zenetörténetet és hangszerjátékot. Tanítványait nem csupán a zene, a kórusművészet, de a színház tiszteletére-szeretetére is tanította, hiszen pályáját végigkísérték a zenés színpadi előadások. Megalapította a Főiskola Zenés Színpadát, amelynek zenei vezetője lett. Műsorukon szerepelt többek Mozart: Színigazgató, Donizetti: A csengő c. vígoperája, Paisiello: Komikus kantátája, Kodály: Háry János c. daljátéka és Ránki-Vas-Hubay: Egy szerelem három éjszakája c. zenés színműve.
Több versenyen zsűritagként volt jelen.

## Művei
- Zenetörténeti ismeretek; Tanítóképző Főiskola, Budapest, 1980
- Negyedszázad vándorútján. Bogyiszlótól a heilbronni fogolytáborig; Kairosz, Budapest, 2006

## Kitüntetései
- Munka érdemrend bronz fokozat (1986)
- KSZDSZ (Közlekedési és Szállítási Dolgozók Szakszervezete) Művészeti Díj
- A Magyar Köztársasági Érdemrend kiskeresztje (1996)
- Solymárért Érdemérem (2003)
- Csokonai Díj (2005)